# Saint-Orens-de-Gameville
Pour les articles homonymes, voir Saint-Orens.
Saint-Orens-de-Gameville est une commune française située dans le département de la Haute-Garonne en région Occitanie.
Sur le plan historique et culturel, la commune est dans le Lauragais, l'ancien « Pays de Cocagne », lié à la fois à la culture du pastel et à l’abondance des productions, et de « grenier à blé du Languedoc ». Exposée à un climat océanique altéré, elle est drainée par la Marcaissonne, la Saune et par divers autres petits cours d'eau. La commune possède un patrimoine naturel remarquable :  un espace protégé (les « prairies humides à jacinthe de Rome sur les communes de Saint-Orens-de-Gameville et de Quint-Fonsegrives ») et une zone naturelle d'intérêt écologique, faunistique et floristique.
Saint-Orens-de-Gameville est une commune urbaine qui compte 14 229 habitants en 2022, après avoir connu une forte hausse de la population depuis 1962. Elle est dans l'agglomération toulousaine et fait partie de l'aire d'attraction de Toulouse. Ses habitants sont appelés les Saint-Orennais ou  Saint-Orennaises.
Le patrimoine architectural de la commune comprend un immeuble protégé au titre des monuments historiques : une croix, inscrite en 1965.

## Géographie

### Localisation
La commune de Saint-Orens-de-Gameville se trouve dans le département de la Haute-Garonne, en région Occitanie.
Elle se situe à 9 km à vol d'oiseau de Toulouse, préfecture du département, et à 5 km de Castanet-Tolosan, bureau centralisateur du canton de Castanet-Tolosan dont dépend la commune depuis 2015 pour les élections départementales.
La commune fait en outre partie du bassin de vie de Toulouse.
Les communes les plus proches sont : 
Labège (2,5 km), Lauzerville (2,6 km), Auzielle (2,8 km), Quint-Fonsegrives (3,8 km), Escalquens (4,3 km), Ramonville-Saint-Agne (4,8 km), Aigrefeuille (4,9 km), Castanet-Tolosan (4,9 km).
Sur le plan historique et culturel, Saint-Orens-de-Gameville fait partie du pays toulousain, une ceinture de plaines fertiles entrecoupées de bosquets d'arbres, aux molles collines semées de fermes en briques roses, inéluctablement grignotée par l'urbanisme des banlieues.
Saint-Orens-de-Gameville est limitrophe de six autres communes.
Les communes limitrophes sont  Auzielle, Escalquens, Labège, Lauzerville, Quint-Fonsegrives et Toulouse.
|          | Quint-Fonsegrives        |             |
| Toulouse | Saint-Orens-de-Gameville | Lauzerville |
| Labège   | Escalquens               | Auzielle    |

### Géologie et relief
La superficie de la commune est de 1 306 hectares ; son altitude varie de 144  à   219 mètres.

### Hydrographie

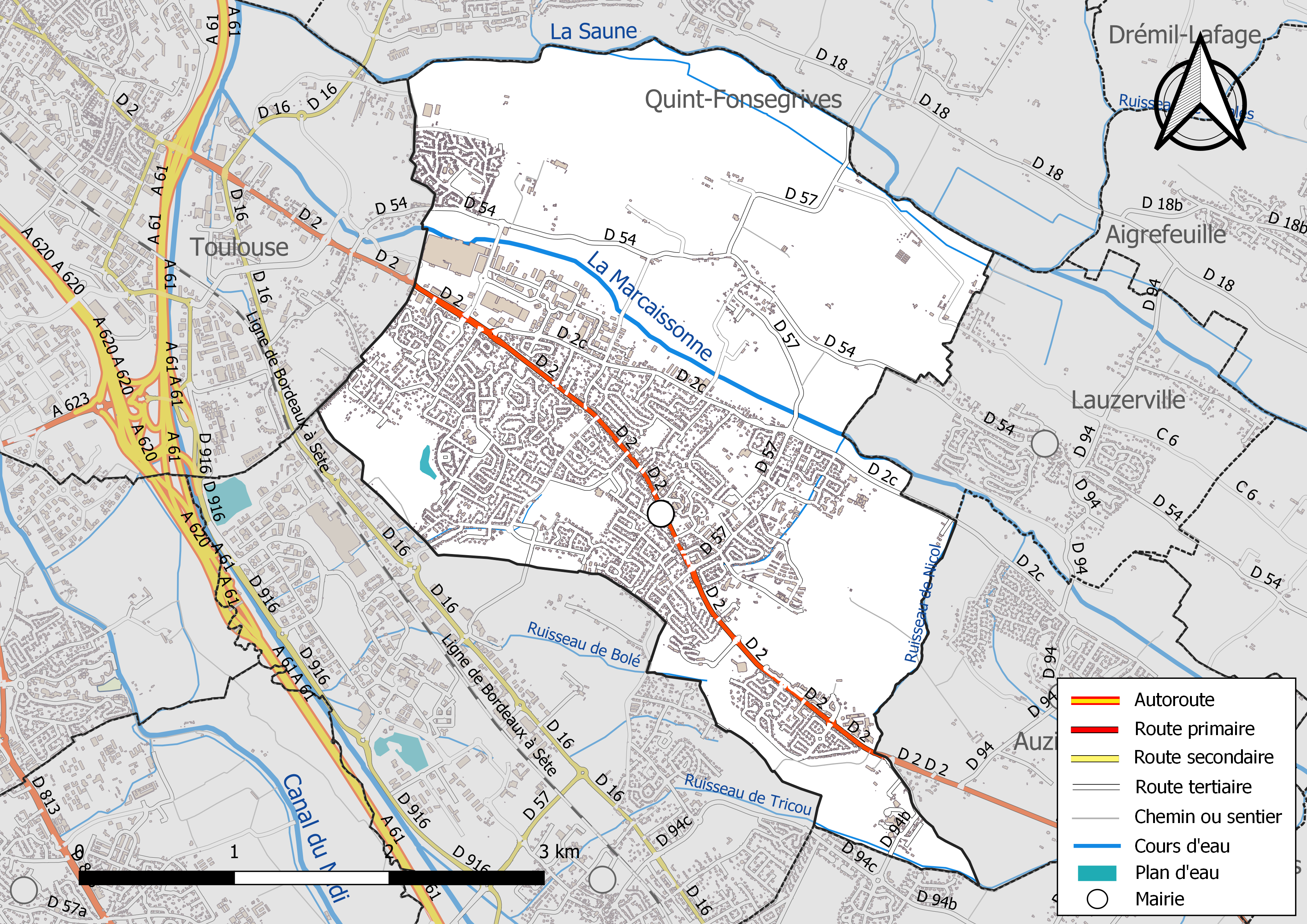
Réseaux hydrographique et routier de Saint-Orens-de-Gameville.

La commune est dans le bassin de la Garonne, au sein du bassin hydrographique Adour-Garonne. Elle est drainée par la Marcaissonne, la Saune, le ruisseau de Bolé, le ruisseau de Nicol, le ruisseau de Tricou et par divers petits cours d'eau, constituant un réseau hydrographique de 11 km de longueur totale,.
La Marcaissonne, d'une longueur totale de 26,5 km, prend sa source dans la commune de Beauville (31) et s'écoule du sud-est vers le nord-ouest. Elle traverse la commune et se jette dans l'Hers-Mort à Toulouse, après avoir traversé 14 communes.
La Saune, d'une longueur totale de 31,8 km, prend sa source dans la commune du Vaux et s'écoule vers le sud-est. Elle traverse la commune et se jette dans l'Hers-Mort à Toulouse, après avoir traversé 18 communes.

### Climat
Pour des articles plus généraux, voir Climat de l'Occitanie et Climat de la Haute-Garonne.
En 2010, le climat de la commune est de type climat du Bassin du Sud-Ouest, selon une étude s'appuyant sur une série de données couvrant la période 1971-2000. En 2020, Météo-France publie une typologie des climats de la France métropolitaine dans laquelle la commune est exposée à un climat océanique altéré et est dans la région climatique Aquitaine, Gascogne, caractérisée par une pluviométrie abondante au printemps, modérée en automne, un faible ensoleillement au printemps, un été chaud (19,5 °C), des vents faibles, des brouillards fréquents en automne et en hiver et des orages fréquents en été (15 à 20 jours).
Pour la période 1971-2000, la température annuelle moyenne est de 13,3 °C, avec une amplitude thermique annuelle de 16,1 °C. Le cumul annuel moyen de précipitations est de 726 mm, avec 9,5 jours de précipitations en janvier et 5,3 jours en juillet. Pour la période 1991-2020, la température moyenne annuelle observée sur la station météorologique la plus proche, située sur la commune de Blagnac à 15 km à vol d'oiseau, est de 14,2 °C et le cumul annuel moyen de précipitations est de 627,0 mm,. Pour l'avenir, les paramètres climatiques de la commune estimés pour 2050 selon différents scénarios d'émission de gaz à effet de serre sont consultables sur un site dédié publié par Météo-France en novembre 2022.

### Milieux naturels et biodiversité

#### Espaces protégés
La protection réglementaire est le mode d’intervention le plus fort pour préserver des espaces naturels remarquables et leur biodiversité associée,.
Un  espace protégé est présent sur la commune : 
les « prairies humides à jacinthe de Rome sur les communes de Saint-Orens-de-Gameville et de Quint-Fonsegrives », objet d'un arrêté de protection de biotope, d'une superficie de 12,8 ha.

#### Zones naturelles d'intérêt écologique, faunistique et floristique

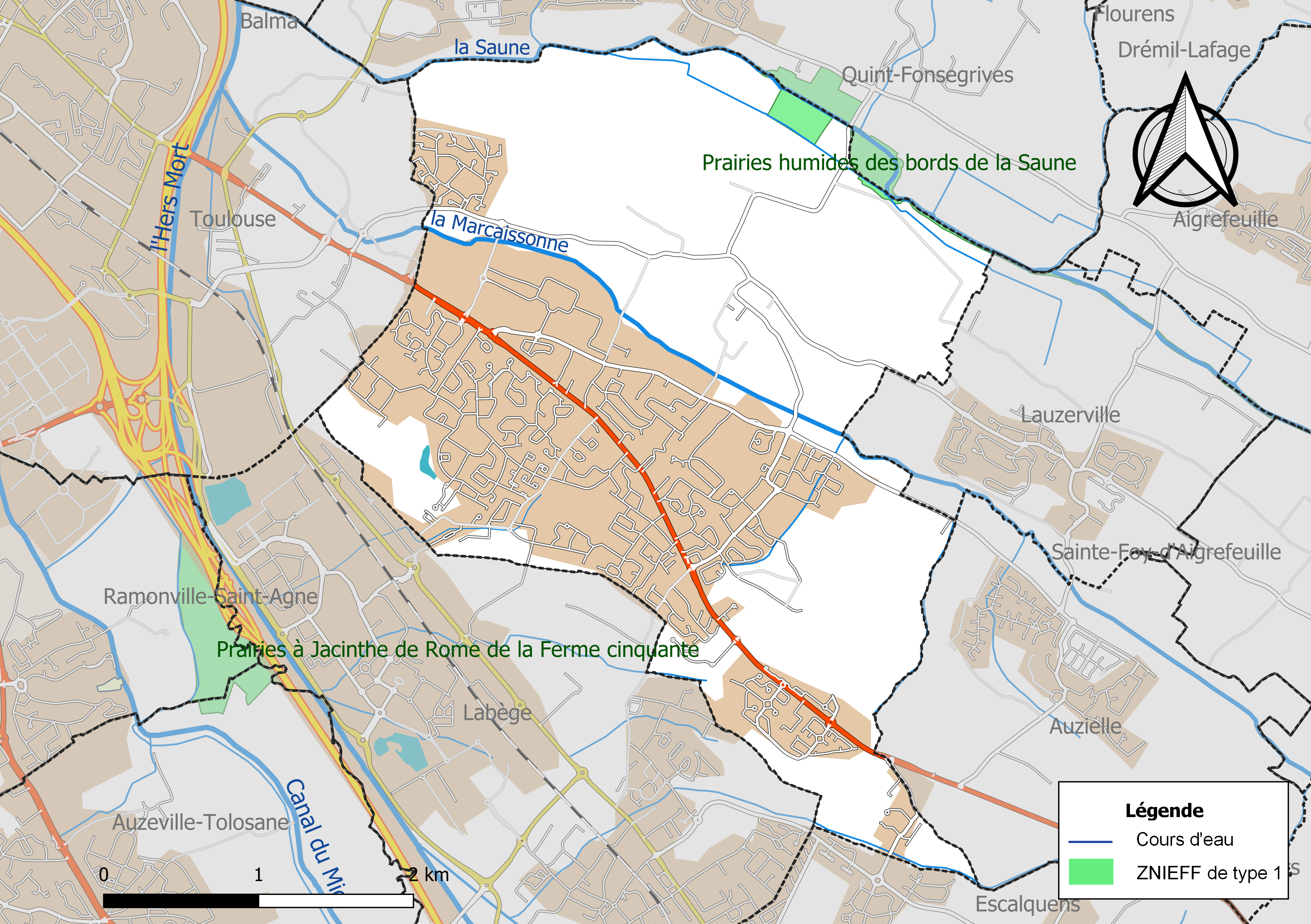
Carte de la ZNIEFF de type 1 localisée sur la commune.

L’inventaire des zones naturelles d'intérêt écologique, faunistique et floristique (ZNIEFF) a pour objectif de réaliser une couverture des zones les plus intéressantes sur le plan écologique, essentiellement dans la perspective d’améliorer la connaissance du patrimoine naturel national et de fournir aux différents décideurs un outil d’aide à la prise en compte de l’environnement dans l’aménagement du territoire.
Une ZNIEFF de type 1 est recensée sur la commune :
les « prairies humides des bords de la Saune » (47 ha), couvrant 5 communes du département.

## Urbanisme

### Typologie
Au 1er janvier 2024, Saint-Orens-de-Gameville est catégorisée centre urbain intermédiaire, selon la nouvelle grille communale de densité à sept niveaux définie par l'Insee en 2022.
Elle appartient à l'unité urbaine de Toulouse, une agglomération inter-départementale regroupant 81  communes, dont elle est une commune de la banlieue,,. Par ailleurs la commune fait partie de l'aire d'attraction de Toulouse, dont elle est une commune de la couronne,. Cette aire, qui regroupe 527 communes, est catégorisée dans les aires de 700 000 habitants ou plus (hors Paris),.

### Occupation des sols

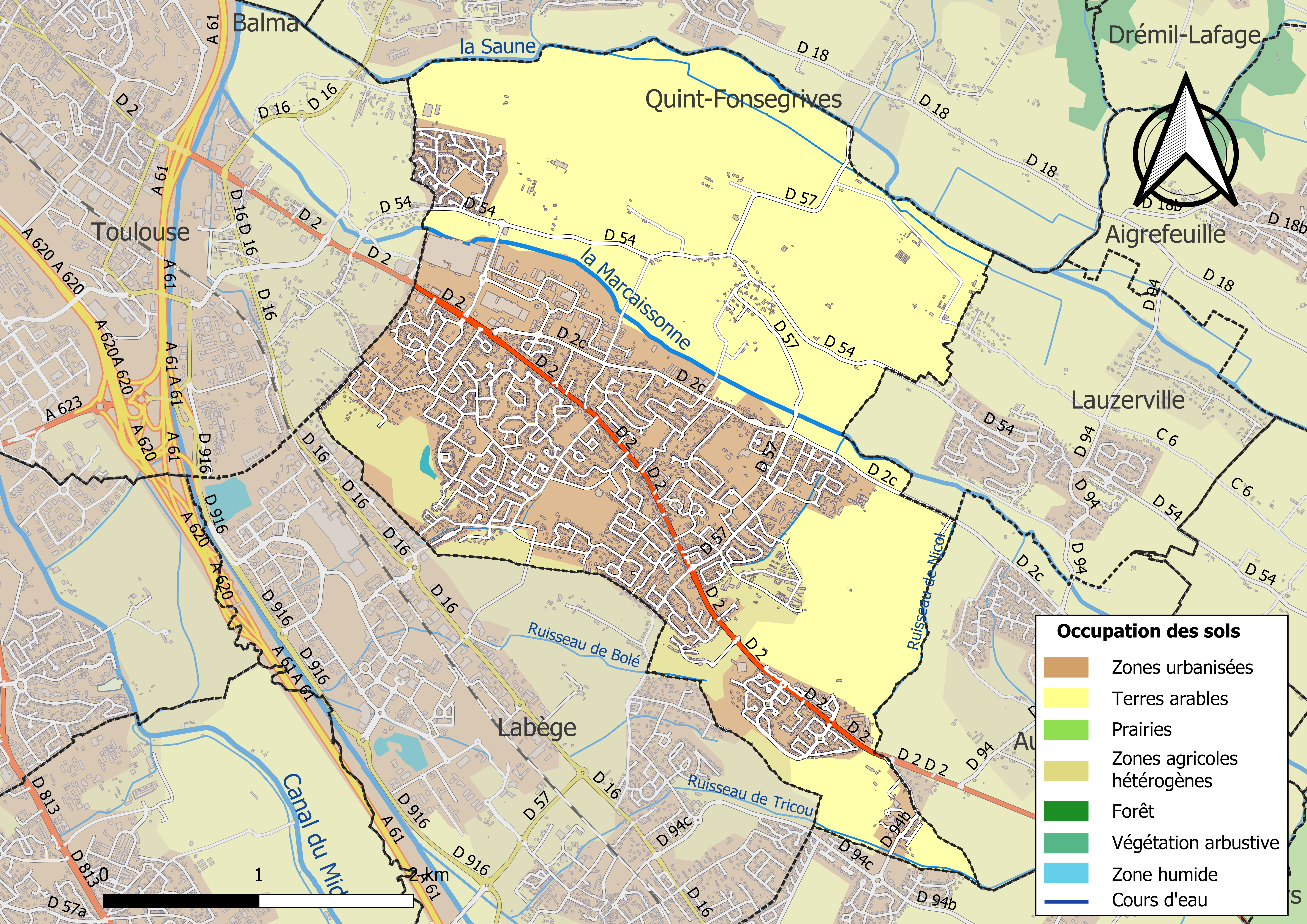
Carte des infrastructures et de l'occupation des sols de la commune en 2018 (CLC).

L'occupation des sols de la commune, telle qu'elle ressort de la base de données européenne d’occupation biophysique des sols Corine Land Cover (CLC), est marquée par l'importance des territoires agricoles (58,5 % en 2018), en augmentation par rapport à 1990 (57,6 %). La répartition détaillée en 2018 est la suivante : 
terres arables (53 %), zones urbanisées (35,1 %), zones industrielles ou commerciales et réseaux de communication (6,4 %), zones agricoles hétérogènes (5,5 %). L'évolution de l’occupation des sols de la commune et de ses infrastructures peut être observée sur les différentes représentations cartographiques du territoire : la carte de Cassini (XVIIIe siècle), la carte d'état-major (1820-1866) et les cartes ou photos aériennes de l'IGN pour la période actuelle (1950 à aujourd'hui).

### Voies de communication et transports

#### Voies de communication
Accès par la route via l'autoroute A61 sortie  18 Montaudran.

#### Transports
La ligne de bus à haut niveau de service Linéo L9 du réseau Tisséo relie le centre commercial de la commune en passant par le  centre-ville de Toulouse jusqu'à L'Union (Haute-Garonne), la ligne 78 relie le lycée de la commune et traverse la ville d'est en ouest jusqu'à la station Université-Paul-Sabatier du métro de Toulouse, la ligne 79 relie le lycée de la commune à la station Ramonville, la ligne 83 relie le lycée de la commune et traverse la ville jusqu'à la station Balma - Gramont, la ligne 109 relie la commune à Castanet-Tolosan et au quartier Malepère de Toulouse, la ligne 201 dessert un seul arrêt à l'ouest de la commune et relie le quartier Malepère à Varennes, et la ligne 356 du réseau Arc-en-Ciel relie la commune à la gare routière de Toulouse depuis Revel.
Il n'y a pas de gare à Saint-Orens. Les gares de Labège-Innopole et Escalquens sont situées à proximité.

### Risques majeurs
Le territoire de la commune de Saint-Orens-de-Gameville est vulnérable à différents aléas naturels : météorologiques (tempête, orage, neige, grand froid, canicule ou sécheresse), inondations et séisme (sismicité très faible). Il est également exposé à un risque technologique, la rupture d'un barrage. Un site publié par le BRGM permet d'évaluer simplement et rapidement les risques d'un bien localisé soit par son adresse soit par le numéro de sa parcelle.

#### Risques naturels
Certaines parties du territoire communal sont susceptibles d’être affectées par le risque d’inondation par débordement de cours d'eau, notamment la Saune. La commune a été reconnue en état de catastrophe naturelle au titre des dommages causés par les inondations et coulées de boue survenues en 1993, 1996, 1999, 2000 et 2009,.

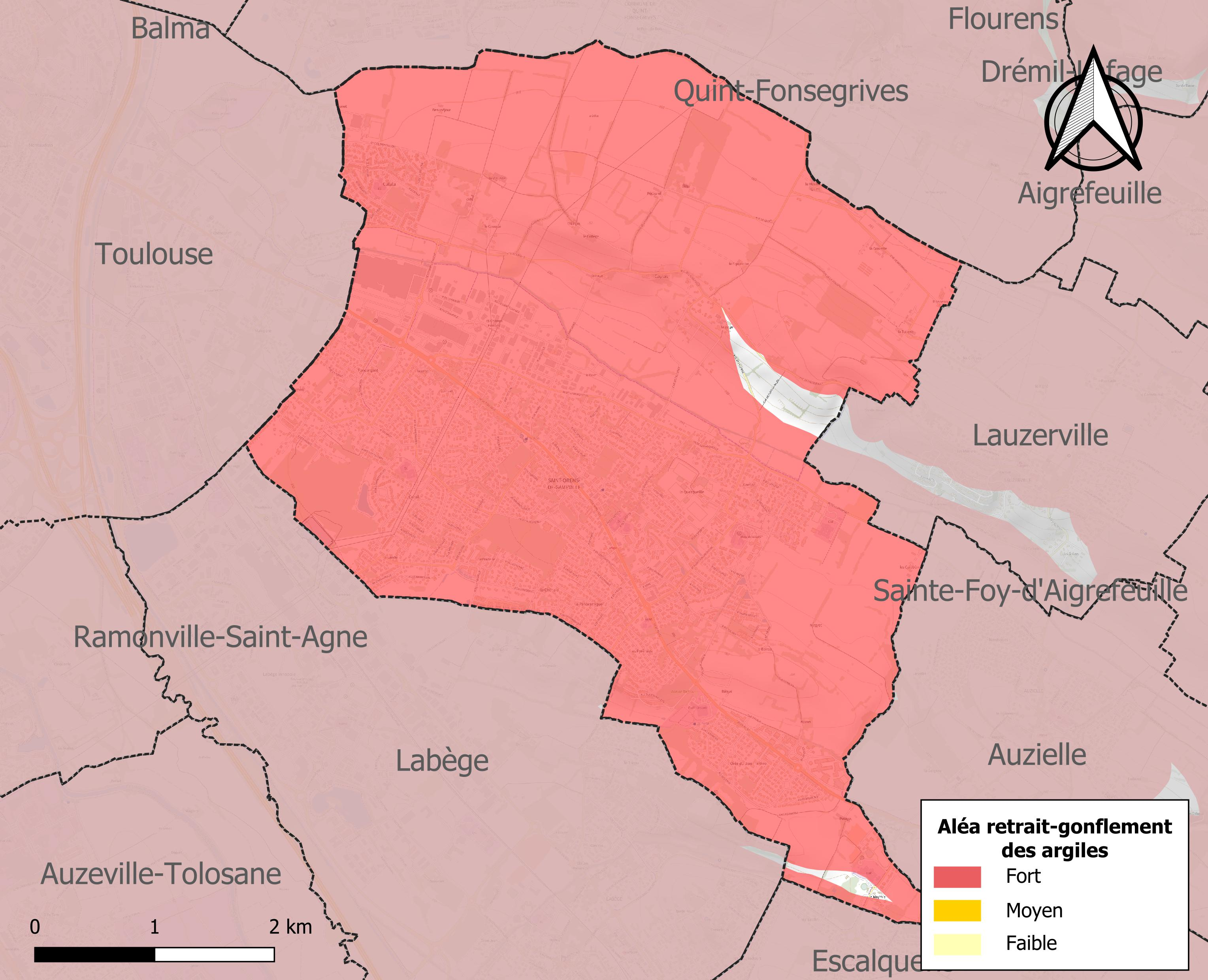
Carte des zones d'aléa retrait-gonflement des sols argileux de Saint-Orens-de-Gameville.

Le retrait-gonflement des sols argileux est susceptible d'engendrer des dommages importants aux bâtiments en cas d’alternance de périodes de sécheresse et de pluie. 98,4 % de la superficie communale est en aléa moyen ou fort (88,8 % au niveau départemental et 48,5 % au niveau national). Sur les 3 820 bâtiments dénombrés sur la commune en 2019, 3 814 sont en aléa moyen ou fort, soit 100 %, à comparer aux 98 % au niveau départemental et 54 % au niveau national. Une cartographie de l'exposition du territoire national au retrait gonflement des sols argileux est disponible sur le site du BRGM,.
Par ailleurs, afin de mieux appréhender le risque d’affaissement de terrain, l'inventaire national des cavités souterraines permet de localiser celles situées sur la commune.
Concernant les mouvements de terrains, la commune a été reconnue en état de catastrophe naturelle au titre des dommages causés par la sécheresse en 1989, 1991, 1993, 1994, 1998, 2003, 2005, 2011, 2012, 2016 et 2019 et par des mouvements de terrain en 1999.

#### Risques technologiques
La commune est en outre située en aval du barrage de l'Estrade sur la Ganguise (département de l'Aude). À ce titre elle est susceptible d’être touchée par l’onde de submersion consécutive à la rupture de cet ouvrage.

## Toponymie
L’origine de Saint-Orens de Gameville vient du nom d’un évêque du Ve siècle, Orentius à qui fut attribuée la délivrance de Toulouse de l’emprise des romains en 438. Ses prières répétées auraient provoqué un épais nuage entourant le général romain Litorius, l’égarant aux portes de la ville de Toulouse où il fut fait prisonnier. Après sa mort en 439, Orentius fut canonisé. En son hommage, on fit construire l’église en son nom sur le site même de la bataille.
Pour certains, Orens ne se prononce pas /oʁɛ̃s/
("Orinss") comme le font traditionnellement les Toulousains, mais /orɑ̃/ ("Oran") comme le font les vieux Saint-Orennais.
Pierre Founaud, instituteur à Saint-Orens (marié à Marie-Jeanne Mailhol, fille d'Alphonse Maihlol, maire du village de 1938 à 1941) en avait fait la démonstration en son temps.
La raison réside dans l'origine du nom propre qu'est Orens. Selon la définition du Larousse, il y a historiquement trois prononciations possibles pour Saint Orens : Saint "Orient", Saint "Orance", Saint "Oran".
La prononciation "orince" de "orens" correspond au "in" (/ɛ̃/) que l'on entend dans "pentagone" ou 'benjamin".
C'est la prononciation de langue d'oc héritée directement du latin "Orientius", se prononçant "Orinssiuss" et écrite parfois "Orencius".
La prononciation "Oran", accentuée d'un "r" roulé, ne doit pas faire illusion ; elle est le fruit de l'embarras des instituteurs méridionaux, tenaillés entre le "bon français" et la phonétique locale.
D'autres exemples, comme "Graulhet" prononcé '"Groyé", "Muret" prononcé "Murèth", Laguiole prononcé "Layole", témoignent de la difficulté à retranscrire les noms occitans en français.
Saint-Orens-de-Gameville est une des 101 communes portant par leur nom ou sur leur territoire la mémoire incontestable de saint Orens, dont le nom est donné à des lieux-dits, des communes, des paroisses, des lieux de culte, des confréries, des légendes, etc..

## Histoire
La création de la commune provient de la fusion, le 31 décembre 1790, de trois communautés : Cayras, Gameville et Lantourville qui faisaient partie du diocèse de Toulouse. Le premier maire de la ville s’appelait Jean Bellières qui a donné son nom à l'actuelle place où se situe l’espace culturel Altigone.
On note qu'en 1791, le conseil municipal vota une somme destinée à payer un chirurgien pour les pauvres et en 1818 la création d'un bureau particulier de charité.

## Héraldique
| Saint-Orens-de-Gameville | Son blasonnement est : Coupé au premier d'or à une croix retranchée chargée de la Sainte Eponge sur son roseau en bande, et de la Sainte Lance en barre, le tout de sable, au second d'argent à deux pals de gueules, mi-parti de gueules à la croix occitane d'or. |

Ce blason fait référence à une croix du XIIe siècle, classée Monument historique, qui se trouve au rond-point devant l'église de Saint-Orens.
Sur la croix sont représentés deux des instruments de la passion de Jésus-Christ.

## Politique et administration

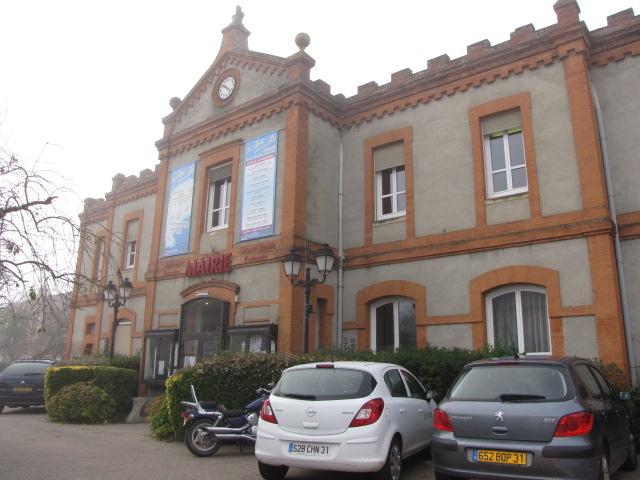
Hôtel de Ville

### Administration municipale
Le nombre d'habitants au recensement de 2017 étant compris entre 10 000 habitants et 19 999 habitants, le nombre de membres du conseil municipal pour l'élection de 2020 est de trente-trois,.

### Rattachements administratifs et électoraux
Commune faisant partie de la dixième circonscription de la Haute-Garonne, de Toulouse Métropole et du canton de Castanet-Tolosan.

## Démographie
L'évolution du nombre d'habitants est connue à travers les recensements de la population effectués dans la commune depuis 1793. Pour les communes de plus de 10 000 habitants les recensements ont lieu chaque année à la suite d'une enquête par sondage auprès d'un échantillon d'adresses représentant 8 % de leurs logements, contrairement aux autres communes qui ont un recensement réel tous les cinq ans,.

En 2022, la commune comptait 14 229 habitants, en évolution de +23,52 % par rapport à 2016 (Haute-Garonne : +8,02 %, France hors Mayotte : +2,11 %).
| 1793 | 1800 | 1806 | 1821 | 1831 | 1836 | 1841 | 1846 | 1851 |
| ---- | ---- | ---- | ---- | ---- | ---- | ---- | ---- | ---- |
| 385  | 451  | 490  | 554  | 607  | 687  | 746  | 704  | 676  |

| 1856 | 1861 | 1866 | 1872 | 1876 | 1881 | 1886 | 1891 | 1896 |
| ---- | ---- | ---- | ---- | ---- | ---- | ---- | ---- | ---- |
| 570  | 588  | 677  | 570  | 596  | 600  | 589  | 592  | 609  |

| 1901 | 1906 | 1911 | 1921 | 1926 | 1931 | 1936 | 1946 | 1954 |
| ---- | ---- | ---- | ---- | ---- | ---- | ---- | ---- | ---- |
| 631  | 597  | 620  | 584  | 589  | 611  | 687  | 667  | 674  |

| 1962 | 1968  | 1975  | 1982  | 1990  | 1999   | 2006   | 2011   | 2016   |
| ---- | ----- | ----- | ----- | ----- | ------ | ------ | ------ | ------ |
| 815  | 1 349 | 4 738 | 7 638 | 9 703 | 10 991 | 10 782 | 11 196 | 11 520 |

| 2021   | 2022   | - | - | - | - | - | - | - |
| ------ | ------ | - | - | - | - | - | - | - |
| 13 766 | 14 229 | - | - | - | - | - | - | - |

| selon la population municipale des années : | 1968 | 1975 | 1982 | 1990 | 1999 | 2006 | 2009 | 2013 |
| Rang de la commune dans le département      | 49   | 17   | 11   | 11   | 11   | 12   | 14   | 13   |
| Nombre de communes du département           | 592  | 582  | 586  | 588  | 588  | 588  | 589  | 589  |

D’un village de moins de 1 500 habitants jusque dans les années 1970, Saint-Orens a connu une explosion démographique à partir de 1980, la population passant de 4 500 à 10 000 habitants en moins de 20 ans.

## Économie

### Revenus
En 2018  (données Insee publiées en septembre 2021), la commune compte 5 573 ménages fiscaux, regroupant 12 499 personnes. La médiane du revenu disponible par unité de consommation est de 25 530 € (23 140 € dans le département). 64 % des ménages fiscaux sont imposés (55,3 % dans le département).

### Emploi
|                | 2008  | 2013  | 2018  |
| -------------- | ----- | ----- | ----- |
| Commune        | 4 %   | 7,3 % | 7,6 % |
| Département    | 7,7 % | 9,6 % | 9,3 % |
| France entière | 8,3 % | 10 %  | 10 %  |

En 2018, la population âgée de 15 à 64 ans s'élève à 7 383 personnes, parmi lesquelles on compte 77,3 % d'actifs (69,7 % ayant un emploi et 7,6 % de chômeurs) et 22,7 % d'inactifs,. Depuis 2008, le taux de chômage communal (au sens du recensement) des 15-64 ans est inférieur à celui de la France et du département.
La commune fait partie de la couronne de l'aire d'attraction de Toulouse, du fait qu'au moins 15 % des actifs travaillent dans le pôle,. Elle compte 5 064 emplois en 2018, contre 4 683 en 2013 et 4 378 en 2008. Le nombre d'actifs ayant un emploi résidant dans la commune est de 5 239, soit un indicateur de concentration d'emploi de 96,7 % et un taux d'activité parmi les 15 ans ou plus de 54,4 %.
Sur ces 5 239 actifs de 15 ans ou plus ayant un emploi, 1 163 travaillent dans la commune, soit 22 % des habitants. Pour se rendre au travail, 79,4 % des habitants utilisent un véhicule personnel ou de fonction à quatre roues, 10,3 % les transports en commun, 7,6 % s'y rendent en deux-roues, à vélo ou à pied et 2,7 % n'ont pas besoin de transport (travail au domicile).

### Activités hors agriculture

#### Secteurs d'activités
1 160 établissements sont implantés  à Saint-Orens-de-Gameville au 31 décembre 2019. Le tableau ci-dessous en détaille le nombre par secteur d'activité et compare les ratios avec ceux du département,.
| Secteur d'activité                                                                                        | Commune | Commune | Département |
| Secteur d'activité                                                                                        | Nombre  | %       | %           |
| --- | ------- | ------- | ----------- |
| Ensemble                                                                                                  | 1 160   | 100 %   | (100 %)     |
| Industrie manufacturière, industries extractives et autres                                                | 43      | 3,7 %   | (5,7 %)     |
| Construction                                                                                              | 104     | 9 %     | (12 %)      |
| Commerce de gros et de détail, transports, hébergement et restauration                                    | 330     | 28,4 %  | (25,9 %)    |
| Information et communication                                                                              | 44      | 3,8 %   | (4,1 %)     |
| Activités financières et d'assurance                                                                      | 45      | 3,9 %   | (3,8 %)     |
| Activités immobilières                                                                                    | 49      | 4,2 %   | (4,2 %)     |
| Activités spécialisées, scientifiques et techniques et activités de services administratifs et de soutien | 202     | 17,4 %  | (19,8 %)    |
| Administration publique, enseignement, santé humaine et action sociale                                    | 242     | 20,9 %  | (16,6 %)    |
| Autres activités de services                                                                              | 101     | 8,7 %   | (7,9 %)     |

Le secteur du commerce de gros et de détail, des transports, de l'hébergement et de la restauration est prépondérant sur la commune puisqu'il représente 28,4 % du nombre total d'établissements de la commune (330 sur les 1160 entreprises implantées  à Saint-Orens-de-Gameville), contre 25,9 % au niveau départemental.

#### Entreprises et commerces
Les cinq entreprises ayant leur siège social sur le territoire communal qui génèrent le plus de chiffre d'affaires en 2020 sont : 
- Clinique De ST Orens, activités hospitalières (14 310 k€) ;
- Societe Nouvelle Des Ateliers Fauroux, commerce de gros (commerce interentreprises) de fournitures pour la plomberie et le chauffage (11 750 k€) ;
- Sirvin - PSP, travaux de plâtrerie (5 627 k€) ;
- Bonnie&Ride, commerce et réparation de motocycles (4 294 k€) ;
- Sodimetal, travaux de menuiserie métallique et serrurerie (3 524 k€).

### Agriculture
La commune est dans le Lauragais, une petite région agricole occupant le nord-est du département de la Haute-Garonne, dont les coteaux portent des grandes cultures en sec avec une dominante blé dur et tournesol. En 2020, l'orientation technico-économique de l'agriculture  sur la commune est la culture de céréales et/ou d'oléoprotéagineuses.
|               | 1988 | 2000 | 2010 | 2020 |
| ------------- | ---- | ---- | ---- | ---- |
| Exploitations | 19   | 15   | 12   | 11   |
| SAU (ha)      | 662  | 770  | 513  | 708  |

Le nombre d'exploitations agricoles en activité et ayant leur siège dans la commune est passé de 19 lors du recensement agricole de 1988  à 15 en 2000 puis à 12 en 2010 et enfin à 11 en 2020, soit une baisse de 42 % en 32 ans. Le même mouvement est observé à l'échelle du département qui a perdu pendant cette période 57 % de ses exploitations,. La surface agricole utilisée sur la commune a quant à elle augmenté, passant de 662 ha en 1988 à 708 ha en 2020. Parallèlement la surface agricole utilisée moyenne par exploitation a augmenté, passant de 35 à 64 ha.

## Équipements, services et vie locale

### Services publics
- La maison de retraite Labouilhe (ancien hospice de 1881), la mairie (1882), Poste.

### Enseignement
- Le lycée Pierre-Paul-Riquet, créé en 1991 et appelé aussi « lycée de l'Espace. » C'est un lycée général et technologique
- Le collège Jacques-Prévert
- Le collège René-Cassin
- Écoles élémentaires et maternelles d'Henri-Puis, de Catala, et du Corail.

### Culture
- La médiathèque municipale[48]
- La salle de spectacle Altigone[49]

### Sports
- Roller Skating Saint-Orens (RSSO), club de Roller ayant le plus grand nombre de licenciés en Midi-Pyrénées (disciplines rando, hockey, course et artistique)[50].
- Saint-Orens rugby féminin club de rugby à XV féminin plusieurs fois championne de France. Associé une partie avec les féminines de Blagnac et du Stade Toulousain. Nombreuses internationales. Le Stade Saint Orens xv va redémarrer une section féminine.
- Saint-Orens FC : club de football de la ville créé en 1964 sous le nom de Jeunesse Sportive Saint-Orennaise (JSSO) avant d'être renommé, en 2000, Saint-Orens Football Club. Il est, depuis de nombreuses années, composé de plusieurs équipes dans toutes les catégories, de débutants à vétérans.
- Saint-Orens XV: club de rugby à XV issue de la Jsso omnisports.de la ville. Champion régional de série 4 le club à évolué plus de 15 ans en fédérale 3 et joué la montée en division 2. École de rugby agréé FFR....couplée en élite cadet et junior avec l'Avenir Castanet (fédérale 1). Actuellement[Quand ?] l'équipe fanion évolue en promotion d'honneur, fait partie de la FFR, comité départemental du 31, ligue occitanie de rugby. Populaire, convivial il est leader associatif  sur le secteur ou les amateurs de rugby comme les gamins de Labège, Auzielle, St Foy d'Aigrefeuille, Odars,Escalquens y adhèrent en nombre. L'entité dispose d'un club *partenaires* qui attire,de plus en plus, les entreprises locales mais aussi des zi de Labège, la plaine et Montaudran.
- Le Stade Toulousain y dispose d'une base pour stage de vacances
- Piscine Tournesol intercommunale du Sicoval.
- Saint-Orens Badminton : Saint-Orens Badminton, SOBAD, est un club qui a été créé en 1987 en tant que section badminton au sein de la Jeunesse Sportive Saint-Orennaise (JSSO) puis devint SOBAD en 2000. Plusieurs équipes composent le club. Ce sport est pratiqué en loisirs ou en compétition de 7 à 77 ans.
- Gymnastique Rythmique de Saint Orens (GRSO), club de gymnastique rythmique membre de l'UFOLEP. Le club compte 200 gymnastes âgées de 5 à 18 ans encadré par 25 animatrices[51].
- Tour de France 1995.
- Skatepark, tennis, complexe sportif Gustave Plantade, gymnase Riquet,

### Écologie et recyclage
La collecte et le traitement des déchets des ménages et des déchets assimilés ainsi que la protection et la mise en valeur de l'environnement se font dans le cadre de la métropole de Toulouse Métropole.
- Les jardins familiaux d'En Prunet[53]

## Culture locale et patrimoine

### Lieux et monuments
- Château Catala du XVIIe siècle entièrement rénové.
- Église paroissiale Saint-Orens du XVe siècle.
- Croix du XVIe siècle, inscrite monument historique depuis 1965[54].
- Moulin à eau de Quint-Cayras situé sur la Saune à cheval sur les communes de Quint-Fonsegrives et Saint-Orens[55].
- L’ancienne poste (1912).

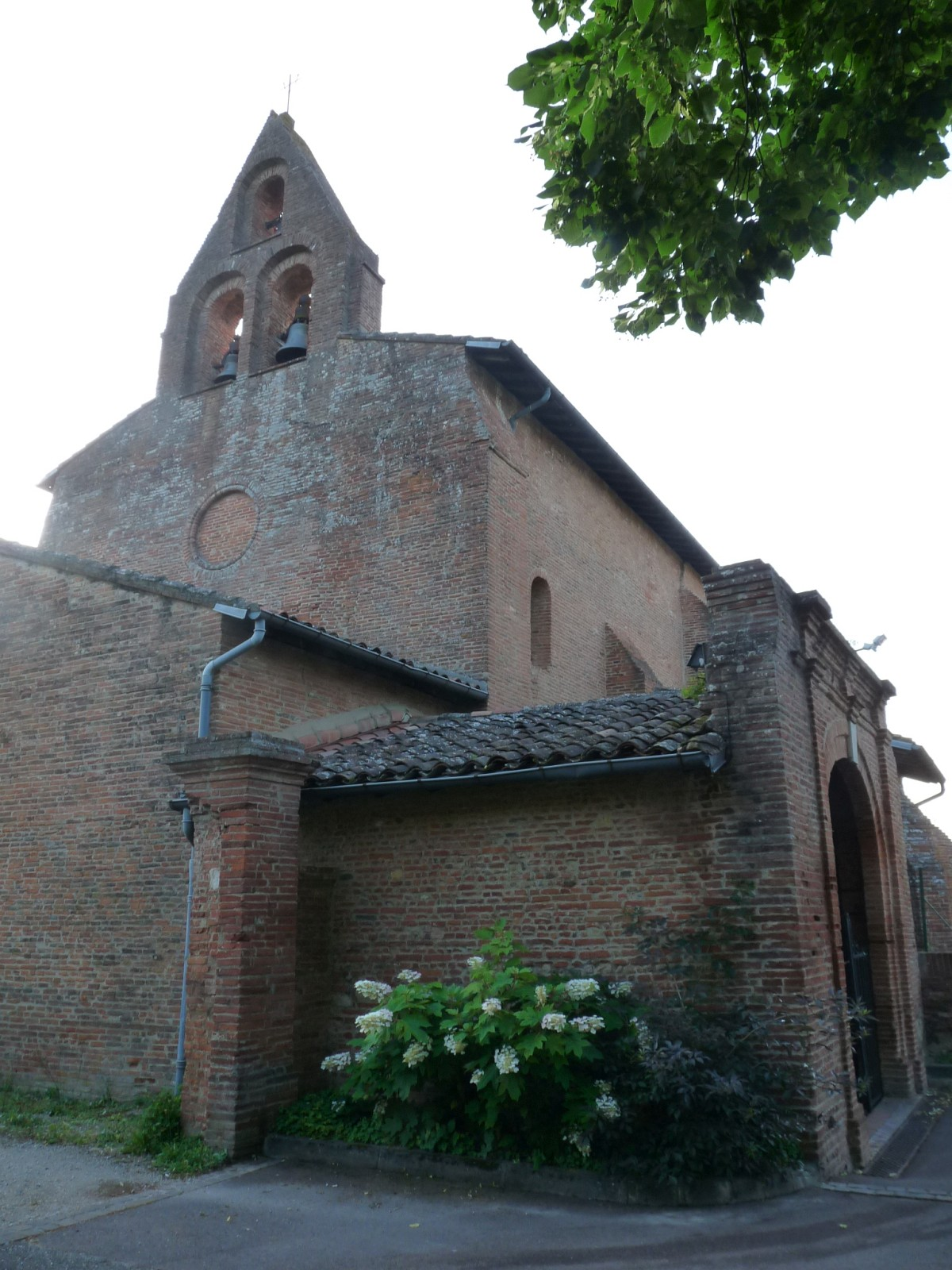
L'église Saint-Orens.
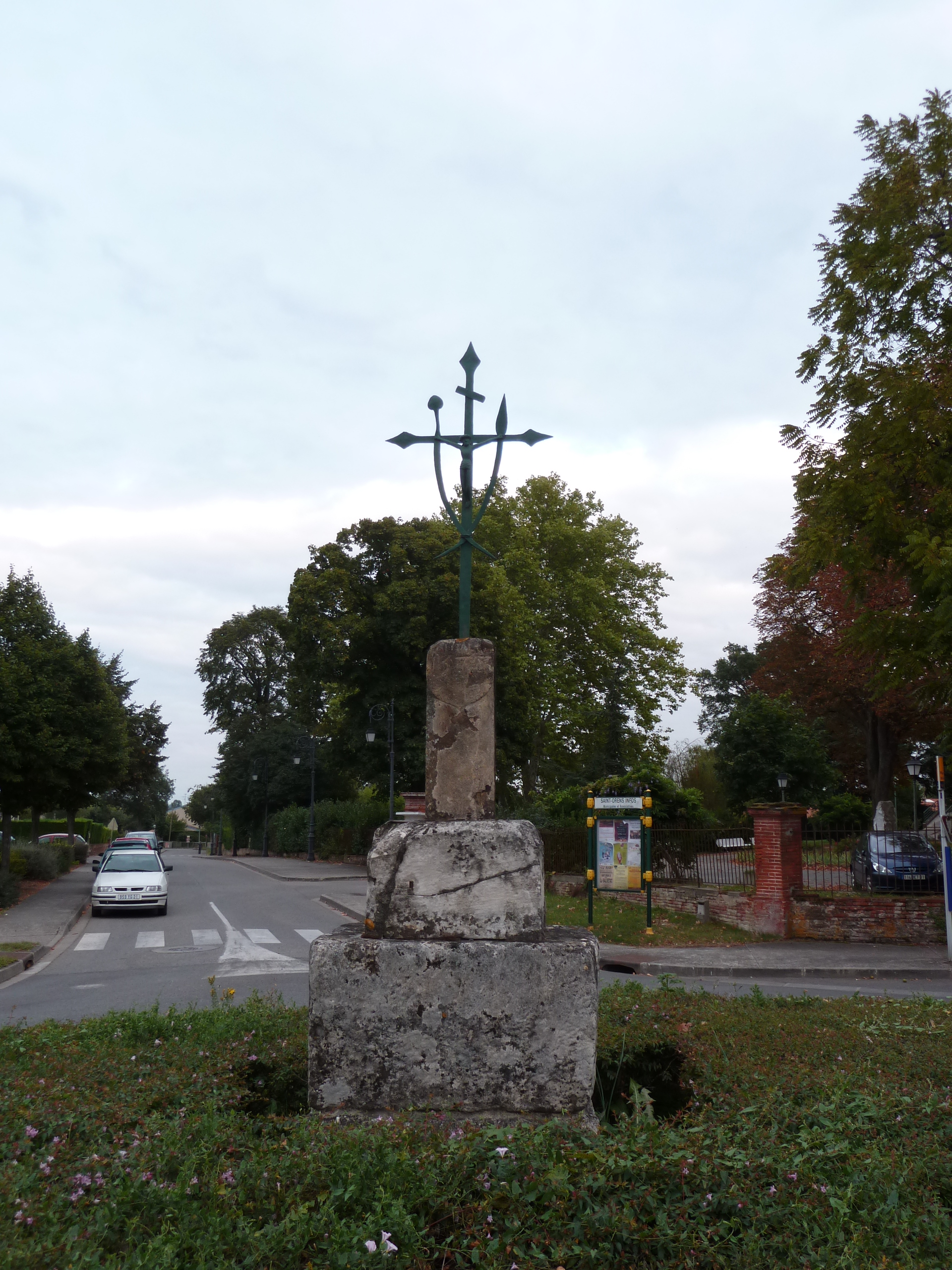
La croix monumentale.
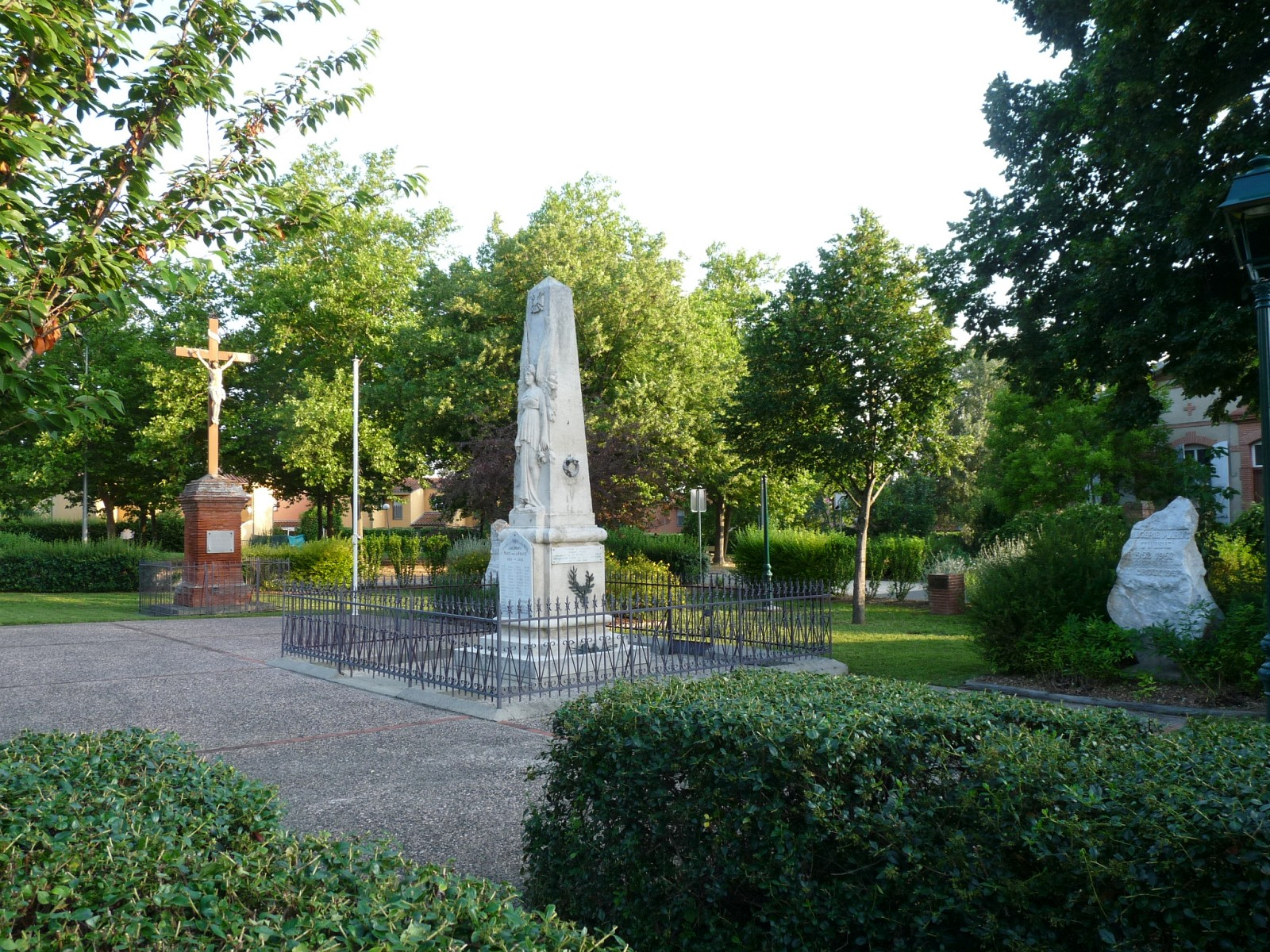
Croix et monument aux morts.

### Personnalités liées à la commune
- Robert Redeker, professeur s'étant fait connaître par son éditorial paru dans Le Figaro
- Nathalie Amiel, joueuse de rugby internationale
- Raymond Leygue homme politique né dans la commune
- François Leygue officier de marine
- Antoine Rougé (1763-1831), général des armées de la République. Prit, le 8 juin 1799, la tête d'une insurrection royaliste dans la région toulousaine, qui fut défaite à la bataille de Montréjeau le 20 août suivant. Décédé dans la commune.
- Nicolas Giraud alias 100TAUR (1982-), peintre, graveur, sculpteur.

## Pour approfondir